# Аксёново (Торжокский район)
Аксёново — деревня в Торжокском районе Тверской области. Входит в состав Сукромленского сельского поселения.

## География
Деревня находится в центральной части Тверской области, в зоне хвойно-широколиственных лесов, в пределах восточной оконечности Валдайской возвышенности, при реке Рачайна, вблизи автодороги 28Н-1697.

### Климат
Климат характеризуется как умеренно континентальный, влажный, с морозной зимой и умеренно тёплым летом. Среднегодовая температура воздуха — 3,9 °C. Средняя температура воздуха самого холодного месяца (января) — −10,2 °C (абсолютный минимум — −48 °C); самого тёплого месяца (июля) — 16,9 °C (абсолютный максимум — 35 °C). Вегетационный период длится около 169 дней. Годовое количество атмосферных осадков составляет около 575—600 мм, из которых большая часть выпадает в тёплый период. Снежный покров держится в течение 135 −140 дней. Среднегодовая скорость ветра варьирует в пределах от 3,1 до 4,1 м/с.

## История
На карте Мёнде Тверской губернии деревня Аксенова имеет 5 дворов.
В начале XX века деревня входила в Сукромленскую волость Новоторжского уезда.
По состоянию на 1929 год существовал Аксёновский сельсовет Новоторжского района.
До 1995 год деревня входила в Альфимовский сельсовет.
До 2005 года деревня входила в Альфимовский сельский округ.

## Население
В начале 2008 года в деревне проживало 14 человек.
| 2010 |
| ---- |
| 6    |

## Транспорт
Деревня доступна автотранспортом. Ближайшая остановка общественного транспорта «Андрюшино» находится примерно в 1 км.